# Université de Tillabéri
 (juillet 2015).
L’université de Tillabéri, située au Niger dans la ville de Tillabéri, a été créée par la loi № 2014-14 du 19 août 2014 à la suite de l'approbation par le Parlement nigérien du projet de loi portant création de quatre nouvelles universités. Les trois autres universités créées simultanément sont celles de Diffa, Dosso, et Agadez, portant ainsi à huit le nombre d'universités du pays, après celles de Niamey, Maradi, Tahoua et Zinder.